# アミダ (ミュージシャン)
AMIDA（アミダ）は、奈良県出身のトラックメイカー、MC。現在はMCとしてはAMIDA、トラックメイカーとしてはEVISBEATS（エビス ビーツ）という名で活動している。

## 人物
ヒップホップグループ韻踏合組合奈良支部であるNOTABLE MCの元メンバー。当時はAKIRA（アキラ）という名でOHYA（現だるまさん）と共に活動していた。既婚で一児の父。実兄も音楽家・MIROKUとして活動中。

## ディスコグラフィ

### シングル
- 『POSTHUMOUS WORKS OF AMIDA』　（2006年）

### 配信限定シングル
| 発売日        | タイトル                                  |
| ------------- | ----------------------------------------- |
| 2020年1月17日 | White Line (feat. B.I.G.JOE)              |
| 2020年4月8日  | City of light                             |
| 2021年1月31日 | Cherry Blossom (feat. Kazuhiko Maeda)     |
| 2021年1月31日 | 胎内回帰 (feat. Kazuhiko Maeda)           |
| 2021年5月21日 | Seiko Chang / EVISBEATS & Nagipan         |
| 2022年2月6日  | ON REI / FUROJECT A / EVISBEATS & Nagipan |

### アルバム
- 『AMIDA』（2008年12月12日）
- 『ひとつになるとき』（2012年7月11日）
- 『Sketchbook』（2012年11月14日）
- 『ムスヒ』（2018年5月2日）
- 『HOLIDAY』（2018年12月19日）
- 『ナンセンス』（2018年12月21日）
- 『PEOPLE』（2019年12月18日）
- 『PEPE』（2021年12月22日） EVISBEATS, Nagipan 名義
- 『That's Life』（2023年2月4日）

#### 器楽曲アルバム
- 『World Tour』（2007年8月31日）
- 『FIRE』（2007年10月26日）
- 『OUT OF THE CLOSET VOL.1』（2010年10月23日）　再発盤。
- 『OUT OF THE CLOSET VOL.2』（2010年10月23日）　再発盤。
- 『Week』（2017年7月10日）
- 『ムスヒ -Instrumentals-』（2018年5月2日）
- 『HOLIDAY -Instrumentals-』（2018年12月19日）

### EP
- 『WELCOME TO THE SUPER CULTURE』（2009年4月14日）
  - EVISBEATS meets CHANNEL EARTH 名義。
- 『offutaride』　（2010年6月16日）
  - 将絢×EVISBEATS 名義

### MIX CD
- 『成人よ大志を抱け MIX』（2005年6月）　AMIDA + MIROKU名義　CD-R
- 『あるいみまいにちがたんじょうび』（2005年10月）　初の単独MIX CD-R
- 『ルネッサンス プリンス』（2006年）　CD-R
- 『JUST A MOMENT』（2007年6月8日）
- 『CHILL』（2008年4月17日）
- 『NEPENTHE』（2008年11月4日）　著作権の都合により現在は廃盤。
- 『EVIS KENKO LAND MIX』（2010年8月7日）
- 『NITE CLUB』（2010年8月26日）
- 『Evis Afternoon Mix』（2010年12月10日）
- 『STRICTLY ROCKERS CHAPTER 33』（2011年5月6日）
- 『いい時間』（2011年10月13日）
- 『The Way Things Go Vol.1』（2012年4月13日）
- 『山と海 2012 MIX』（2012年6月24日）
- 『SKETCHBOOK』（2012年11月14日）
- 『SPACE SHIP MIX』（2013年8月17日）
- 『ALL OK CAP MIX』（2013年10月10日）
- 『Buttah Spice Mix』（2013年12月14日）
- 『Life Force -2014 Spring Summer Mix-』（2014年6月10日）
  - 雑誌「LiFE AS A JOURNEY zine vol.03」付属
- 『EVIS SOAP MIX』（2014年9月10日）
- 『EVIS SOAP MERMAID MIX』（2014年11月29日）

### 参加楽曲

#### 客演
- 「ラップおじいちゃん feat. AMIDA, KREVA」（2005年12月21日）
  - 餓鬼レンジャー、アルバム『GO 4 BROKE』に収録

- 「とらわれずこだわらずかたよらず feat. AMIDA」（2006年4月21日）
  - DJ NAPEY、アルバム『FIRST CALL』に収録

- 「道草」　AMIDA + EVIS BEATS
  - アルバム『Libra Record －天秤録音－』に収録

- 「イルリメNo.5」　（2007年6月6日）
  - イルリメ、アルバム『イルリメ・ア・ゴー・ゴー』に収録

#### プロデュース作品
- JAPAN X-CLUSIVE 3 REMIXED BY DJ NAPEY／V.A（2004年3月24日）
  - 「地下未知 (EVIS BEATS REMIX)」
- KREVA『国民的行事』（2005年12月7日）
  - 1.「国民的行事」
- サイプレス上野とロベルト吉野　『ドリーム』（2006年1月26日）
  - 「おかしな話」
- ET-KING　『LOVE & SOUL』（2007年6月6日）
  - 5.「SUNSET」
- 『FUNKY FUNKY FIESTA』　V.A
  - 「地球の果てまで連れてって」　[真田人 + NOTABLE MC'S]
- 『Libra Record 天秤録音』　V.A
  - 「SOUL OF YAMATO」　[LARGE IRON + EVISBEATS]
  - 「畜生」　[O2 + EVISBEATS]
  - 「酔いどれ堕天使」　[TABOO1 + EVISBEATS]
- 『Home Brewer's vol.2』　V.A
  - 「決まり事」 [RAGING RACING]
- SHINGO☆西成　『WELCOME TO GHETTO』
  - 「ゲットーの歌です （こんなんどうDEATH？）」 feat. ViVi
- 韻踏合組合　「TRASH TALK」
  - 「ラッパーズチャンプル feat. HUNGER, ポチョムキン, YOUTH, TAKASE」
- 『SURF & STREET MUSIC 2009 ~RIP ATTACKERS 3~』（2009年7月1日）
  - 12.「ウソダミン」
- candle　『月見草子』（2011年3月9日）
  - アルバム全曲プロデュース
- ももいろクローバーZ　『泣いてもいいんだよ』（2014年5月8日）
  - 2.「堂々平和宣言」
- OZROSAURUS　「Rewind」（2022年2月2日）
  - 「Rewind feat. ZORN」

### その他
- 『モユニジュモ アミダ セッションライブ 2004.10.11 京大西部講堂野外ステージ』（2004年）　
  - モユニジュモ（のちのイルリメ）とのセッションライブ盤。CD-R。
- 『In The Day』（2012年9月28日）
  - イベント『SEASON OFF vol.15』来場特典ノベルティ。非売品。CD-R。
- 朝日放送65周年記念CM（2015年）